# Biskopsvalet i Borgå stift 2019
Biskopsvalet i Borgå stift 2019 förrättades för att hitta en efterträdare åt biskop Björn Vikström, som avgick den 31 augusti 2019 för att tillträda en tjänst vid Åbo Akademi. Den nya biskopen tillträdde den 1 september 2019 och vigdes till ämbetet den 29 september 2019 i Borgå domkyrka.
Valets första omgång förrättades den 19 mars 2019. En möjlig andra omgång var planerad att anordnas den 10 april 2019 mellan de två kandidater som fått mest röster i den första omgången, om ingen då fick över hälften av rösterna.
Hälften av de röstberättigade i biskopsvalet var präster och hälften lekmän. Det fanns sammanlagt cirka 350 präster och lektorer i Borgå stift. Dessutom var lika många lekmän röstberättigade i valet. Lekmannaelektorerna bestod av stiftsfullmäktiges lekmannamedlemmar (14), stiftets lekmannaombud i kyrkomötet (4), stiftets medlem i kyrkostyrelsen, domkapitlets lagfarna assessor och domkapitlets lekmannamedlem. Församlingarnas kyrkofullmäktige och församlingsråd skulle  senast den 2 november 2018 välja  återstående lekmannaelektorer i relation till församlingens medlemsantal. Sammanlagt cirka 700 personer hade alltså rösträtt i valet.
Kandidatnomineringen i valet pågick mellan 15 november 2018 och 15 januari 2019. En valmansförening som bestod av minst 30 röstberättigade kunde ställa upp en kandidat i valet. Kandidaten behövde vara präst i Evangelisk-lutherska kyrkan i Finland.  
Inför valet ordnade domkapitlet valpaneler med kandidaterna på olika håll i stiftet.

## Kandidater

### Harry S. Backström
Harry S. Backström, f. 1957, är teologie doktor och kyrkoherde i Väståbolands svenska församling. Han profilerade sig som konservativ: han motsatte sig samkönade äktenskap och skulle som biskop ordna separata prästvigningar med endast manliga ordinander, för att ge kvinnoprästmotståndare möjligheten att bli prästvigda utan att behöva dela vigningen med kvinnor. Backström är även politices magister, agronomie- och forstkandidat och ingenjör till sin utbildning. 

### Sixten Ekstrand
Sixten Ekstrand, f. 1960, är teologie doktor och direktor för Kyrkans central för det svenska arbetet (KCSA) vid kyrkostyrelsen. Han hade tidigare verkat som stiftsdekan vid domkapitlet, som professor i praktisk teologi vid Åbo Akademi, som verksamhetsledare för Kyrkans Ungdom samt som församlingspräst i Pernå. Han var uppställd i biskopsvalet 2009, där han tog sig till andra omgången, men förlorade mot Björn Vikström.

### Lisa Enckell
Lisa Enckell, f. 1961, är teologie magister från Åbo Akademi och har studerat journalistik vid Stockholms Universitet. Hon blev prästvigd 1989 medan hon jobbade som sjukhusteolog i Åbo ärkestift. Därefter arbetade hon som missionär och sedan på Kyrkostyrelsen som redaktör för de finska andaktsprogrammen. Hon hade också haft motsvarande tjänst på Stiftsrådet i Borgå stift. Vid valet hade hon arbetat de senaste tio åren som journalist på Yle. Enckell är född och uppvuxen i Tammerfors och blev student från Tammerfors svenska samskola. Hon är  tvåspråkig.

### Bo-Göran Åstrand
Bo-Göran Åstrand, f. 1964, var vid valet  kyrkoherde i Jakobstads svenska församling. Han var uppställd i biskopsvalen 2006 och 2009 och kom på tredje plats båda gångerna. Han ville lyfta fram samarbetet mellan de anställda, de förtroendevalda och de frivilliga medarbetarna som en grundförutsättning för att kyrkan av idag ska vara välkomnande och verka på ett meningsfullt sätt i samhället.

## Första valomgången den 19 mars
I den första valomgången avgavs 652 röster, av vilka två förkastades och fyra var blanka. Röstningsaktiviteten var 92,6%. Rösterna fördelade sig enligt följande: 
- Backström 108 röster (15,35%)
- Ekstrand 188 röster (26,70%)
- Enckell 152 röster (21,59%)
- Åstrand 198 röster (28,13%)

Därmed gick Åstrand och Ekstrand till den andra omgången.

### Prosterivis
Av de nio prosterierna i stiftet segrade Backström i Närpes, Ekstrand i Pedersöre och Åboland, Enckell i domprosteriet och Mellersta Nyland samt Åstrand i Helsingfors, Korsholm, Raseborg och Åland.

## Andra valomgången den 10 april
I den andra valomgången fick Åstrand 309 röster och Ekstrand 265. Hela 43 röstsedlar var blanka. Sammanlagt avgavs alltså 617 röster, med en röstningsaktivitet på 87,64%. Valresultatet fastslogs den 11 april. 
Därmed blev Bo-Göran Åstrand vald till biskop i Borgå stift.

### Prosterivis
Åstrand segrade i domprosteriet, Helsingfors, Korsholm, Mellersta Nyland och Åland. Ekstrand vann i Närpes, Pedersöre och Åboland. I Raseborgs prosteri fick båda kandidaterna lika många röster.